# Spinus dominicensis
Spinus dominicensis е вид птица от семейство Чинкови (Fringillidae).

## Разпространение
Видът е разпространен в Доминиканската република и Хаити.